# La Chapelle-des-Fougeretz
La Chapelle-des-Fougeretz is een gemeente in het Franse departement Ille-et-Vilaine (regio Bretagne). De plaats maakt deel uit van het arrondissement Rennes. La Chapelle-des-Fougeretz telde op 1 januari 2022 4.603 inwoners.

## Geografie
De oppervlakte van La Chapelle-des-Fougeretz bedroeg op 1 januari 2022 8,71 vierkante kilometer; de bevolkingsdichtheid was toen 528,5 inwoners per km².

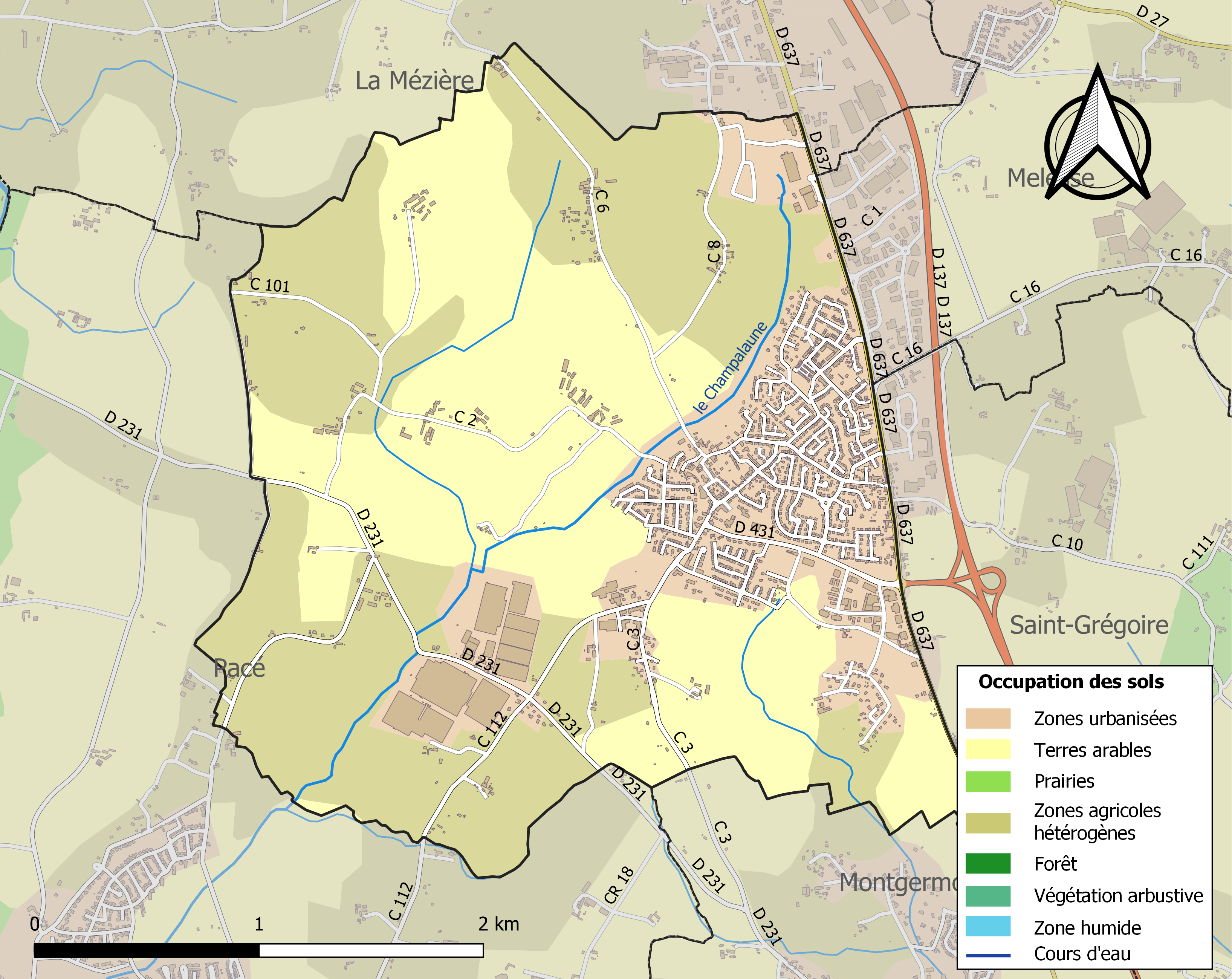
Kaart van de gemeente met belangrijkste infrastructuur, bodemgebruik en omliggende gemeenten

## Demografie
Onderstaande figuur toont het verloop van het inwonertal, bron: INSEE-tellingen. 